# Front Nacional Popular (Xipre)
El Front Nacional Popular (en grec: Εθνικό Λαϊκό Μέτωπο, ΕΛΑΜ, Ethniko Laiko Metopo, ELAM) és un moviment ultranacionalista d'extrema dreta (i posteriorment, partit polític), fundat el 2008 a la República de Xipre. Descriu la seva ideologia com a "nacionalisme popular i social". Des de maig de 2011, ha estat aprovat com a partit polític legal. L'ELAM és un partit polític euroescèptic que també elogia l'antic dictador grec Ioannis Metaxas.

## Formació
Abans de la formació oficial del moviment, l'organització existia sota el nom d'"Alba Daurada: Nucli xipriota". El nucli es va establir a finals de l'any 2000, i va ser liderat per l'actual president de l'ELAM Christos Christou, que era un membre actiu del partit polític Alba Daurada a Grècia. El nucli va intentar registrar-se com a partit polític amb el mateix nom, però va ser rebutjat per les autoritats de l'estat, donant lloc a l'ús del nom "Front Nacional Popular" com a alternativa.

## Programa i polèmiques
El manifest del partit de 2011 proclama que el partit promou una estricta línia antifederalista pel que fa a la disputa de Xipre, una política de tolerància zero respecte a la immigració il·legal, una educació pública estricta centrada en Grècia per contrarestar "l'esclavitud de la globalització"; i una política energètica que aprofitaria al màxim la zona econòmica exclusiva de Xipre.
En 2019, el Partit va presentar un projecte de llei per imposar la prohibició de tots els vels musulmans als espais públics, incloses les escoles.
Al 2023, els diputats del partit van abandonar el minut de silenci parlamentari pels més de 500 refugiats morts pel desastre del vaixell de Messènia que va passar a prop de les aigües de Xipre. El partit va defensar-se argumentant que era "d'explotació política" i "l'objectiu és que la societat se senti culpable d'un delicte comès pels traficants".
El partit afirma estar influenciat per Friedrich Nietzsche, Johann Gottfried Herder i Julius Evola. Ideològicament, pertany als corrents neofeixistes o nacionalistes-revolucionaris, i internacionalment és proper al NPD a Alemanya, al GUD a França i a Alba Daurada a Grècia. Darrerament, ELAM va establir vincles amb Germans d'Itàlia i el grup de conservadors i reformistes europeus.

## Violència
El partit ha estat objecte de polèmica, acusat repetidament de promoure el racisme i d'estar implicat en actes de violència. El juliol de 2010, es va informar que després de les cerimònies de condemna contra la invasió turca de 1974, persones amb samarretes de l'ELAM van atacar un home nigerià al carrer Makariou de Nicòsia. El 19 de març de 2011, testimonis oculars van informar que membres del partit van colpejar un venedor de loteria a Nicòsia després d'un desacord en les opinions polítiques. A més, es va informar que vuit membres de l'ELAM, un dels quals segon tinent de la Guàrdia Nacional Xipriota, van ser arrestats per la policia amb relació a un atac contra estudiants universitaris durant les eleccions estudiantils de la Universitat de Nicòsia el 6 de desembre de 2011. A més, el diari local Haravgi va informar que l'11 de maig de 2012 es va trobar un segon tinent entrenant membres de l'ELAM per disparar morters en un camp de tir de la Guàrdia Nacional. El Ministeri de Defensa va confirmar que un agent havia estat acusat per convidar a una persona no autoritzada per disparar en un camp de tir, però va especificar que es tractava d'un tiroteig amb rifle. El Ministeri no va fer cap comentari sobre possibles connexions polítiques amb l'incident.
El 26 de març de 2014, membres de l'ELAM van intentar interrompre una conferència de reunificació a Limassol, en la qual un dels ponents era el polític turc-xipriota Mehmet Ali Talat. Es va informar que membres del partit van superar les línies policials, van trencar una finestra i van llançar una bengala a la sala de conferències, mentre un periodista turcxipriota va resultar ferit lleument. L'ELAM protestava contra la presència de Mehmet Ali Talat, titllant-lo de "criminal de guerra".
L'ELAM s'ha oposat oficialment a la seva associació amb els fets esmentats, afirmant que cap membre ha estat condemnat pels delictes. A més, va acusar els mitjans de comunicació i altres organitzacions de connectar intencionadament el moviment amb els incidents, per danyar la seva imatge pública.

## Connexions anteriors amb Alba Daurada
ELAM havia estat obertament connectat amb el partit polític grec d'extrema dreta Alba Daurada, que en el passat va descriure com un "moviment germà". Membres i simpatitzants de l'ELAM ho van celebrar al carrer després dels resultats electorals legislatius grecs del maig de 2012, que van donar per primera vegada representació Alba Daurada al parlament grec. El partit va felicitar oficialment al seu líder, Nikolaos Michaloliakos, pel seu èxit electoral. La marxa anti-ocupació de l'ELAM contra l'ocupació turca que es va celebrar el 20 de juliol de 2012 al Palau de Ledra també va comptar amb la presència del diputat grec Polibios Zisimopoulos, convidat per l'ELAM i va pronunciar un discurs sobre la crisi econòmica grega i l'ocupació turca de Xipre. A finals de desembre de 2012, ELAM va anunciar el seu candidat Georgios Charalambous per a les properes eleccions presidencials en presència de dos membres notables d'Alba Daurada, Giannis Lagos i Ilias Kasidiaris. Es va informar que en la presentació, Ilias Kasidiaris va afirmar que "ELAM i AD no són simplement partits germans" i que "ELAM és l'Alba Daurada de Xipre".
L'octubre de 2013, els diputats grecs d'Alba Daurada Ilias Kasidiaris i Artemis Matheopoulos van declarar que l'ELAM estava sent finançada per Alba Daurada. El juny de 2020, ELAM va explicar que havia tallat oficialment els llaços amb AD. El seu líder, Christos Christou, va citar que el partit seguia la seva pròpia estratègia, actuant de manera independent. Independentment, els mitjans occidentals com The Guardian i els mitjans turcs com TRT World encara descriuen el partit com a vinculat a AD i com a neonazis.

## Resultats electorals

### President de Xipre
| Any  | 1a volta | 1a volta | 1a volta | Candidat              | Resultat |
| Any  | #        | %        | Pos.     | Candidat              | Resultat |
| ---- | -------- | -------- | -------- | --------------------- | -------- |
| 2013 | 3,899    | 0.88     | 4t       | Georgios Charalampous | No       |
| 2018 | 21,846   | 5.65     | 4t       | Christos Christou     | No       |
| 2023 | 23,988   | 6.04     | 4t       | Christos Christou     | No       |

### Càmera dels Representants
| Any  | Vots   | Vots | Vots | Escons | Escons |
| Any  | #      | %    | Pos. | #      | ±      |
| ---- | ------ | ---- | ---- | ------ | ------ |
| 2011 | 4,354  | 1.1  | 7è   | 0 / 56 | Nou    |
| 2016 | 13,041 | 3.7  | 8è   | 2 / 56 | 2      |
| 2021 | 24,255 | 6.8  | 4t   | 4 / 56 | 2      |

### Parlament Europeu
| Any  | Vots   | Vots  | Vots | Escons | Escons |
| Any  | #      | %     | Pos. | #      | ±      |
| ---- | ------ | ----- | ---- | ------ | ------ |
| 2009 | 663    | 0.2   | 9è   | 0 / 6  | Nou    |
| 2014 | 6,957  | 2.7   | 7è   | 0 / 6  | =      |
| 2019 | 23,167 | 8.3   | 5è   | 0 / 6  | =      |
| 2024 | 41,215 | 11.19 | 4t   | 1 / 6  | 1      |